# Robert Sara
Robert Sara (St. Martin, 9 de junho de 1946) é um ex-futebolista austríaco, que atuava como zagueiro.
Sara defendeu em toda sua carreira somente um time: o Austria Viena.
Pelo clube atuou de 1965 a 1984 sendo considerado um ídolo pela torcida.
Atuou pela Áustria na Copa do Mundo FIFA de 1978.